# Settimio Odenato
Settimio Odenato (in latino Odaenathus; in greco antico: Ὁδαίναθος?, Hodainathos; in arabo أذينة‎?, "piccolo orecchio"; forma latinizzata del nome Adhinath; III secolo – 267/268) è stato un generale romano sovrano del Regno di Palmira, per una decina di anni fino alla sua morte, durante la seconda metà del III secolo, riuscendo a salvare l'Impero romano dalla minaccia dei Sasanidi.

## Biografia

### Origini familiari
Il nome gentilizio Septimius sta ad indicare che la famiglia di appartenenza ricevette la cittadinanza romana sotto la dinastia dei Severi, diventando la famiglia più importante di Palmira dal 190. Odenato era figlio di Settimio Erode, senatore e capo di Palmira, figlio di Vaballato. 
Non è certo l'anno preciso in cui Odenato divenne sovrano di Palmira, ma un'iscrizione risalente al 258 accenna a lui come «l'illustre console nostro signore»; è di quel periodo la sua ascesa a governatore della provincia di Siria da parte di Valeriano. Sempre in quegli anni sposò la sua seconda moglie, la celebre Zenobia, che fu un'abile alleata per la sua politica
Inizialmente Odenato cercò di ingraziarsi le amicizie del sovrano persiano Sapore I, figlio di Ardashir I, ma quando i suoi doni vennero sdegnosamente rifiutati da quest'ultimo, Odenato capì che l'unica possibilità era abbracciare la causa di Roma contro i Persiani. Lo stato di neutralità che aveva fatto la fortuna del regno di Palmira venne mutato in favore di una attiva politica militare, che portò in breve tempo alla sua rovina, pur dando fama al suo sovrano.

### Campagne contro i Sasanidi (261/2-265?)
Nel 260, dopo che Valeriano, sconfitto a Edessa, era stato catturato, l'esercito sasanide, che si stava ritirando, fu sconfitto dal generale Callisto (Ballista). Durante tale azione, Odenato si diede all'inseguimento dei Persiani, di ritorno in patria dal loro saccheggio di Antiochia, e prima che potessero attraversare il fiume Eufrate inflisse loro una pesante sconfitta. Probabilmente durante queste campagne riportò il territorio del regno d'Armenia nei possedimenti imperiali. L'impresa fu apprezzata dall'imperatore Gallieno, che, dopo che Odenato, durante la ribellione dei Macriani, aveva sconfitto ed ucciso, nel 261, il generale Callisto, gli conferì il titolo di dux romanorum. In seguito, Gallieno permise ad Odenato di fregiarsi del titolo di re dei re, che lo contrapponeva al Gran re di Persia, Sapore I e ne riconosceva un'autorità regale del principe di Palmira su tutta l'area della provincia di Siria.
Odenato ordinò una forte leva in Siria per ripristinare gli organici dell'esercito romano e, appena completata la leva, nel 262, riprese la guerra contro i Persiani, riconquistando, alcune fortezze in Mesopotamia, tra cui Nisibis, Edessa e Carre. Sconfisse, quindi, l'esercito sasanide e, spingendosi fin nell'interno dell'Impero Persiano, assediò Sapore I nella sua stessa capitale, Ctesifonte per ben due volte. E mentre Gallieno riceveva i titoli vittoriosi di Parthicus maximus (nel 262/263) e Persicus maximus (nel 264/265), Odenato fu insignito del titolo di "corrector totius Orientis", con giurisdizione su buona parte delle province romane orientali. Fu per merito delle sue vittorie che i Persiani, negli anni successivi, non effettuarono altre incursioni.

### Rector Orientis
Grazie alle vittorie di Odenato, l'autorità imperiale in Oriente venne ripristinata, e lo stesso imperatore Gallieno ottenne un trionfo grazie ai successi del suo rector Orientis (nel 264). Odenato condivise le sue vittorie in Oriente con suo figlio maggiore Settimio Erodiano oltre al titolo onorifico, proprio delle regioni orientali, di re dei re.
Mentre supportava il consolidamento del potere imperiale in Oriente, Odenato diede vita ad un proprio impero indipendente che ebbe vita breve, l'impero di Palmira, ma durante il suo regno né questo né altri episodi furono mai motivo di discordia con Roma. Nel 267, in una campagna alla quale partecipò anche il figlio maggiore, Hairan, Odenato che stava marciando contro la Persia, dovette arrestarsi per dirigersi in Cappadocia, che era stata invasa dai Goti. Odenato arrivò fino ad Eraclea pontica, sul Mar Nero, ma troppo tardi.

### Assassinio (267/268)

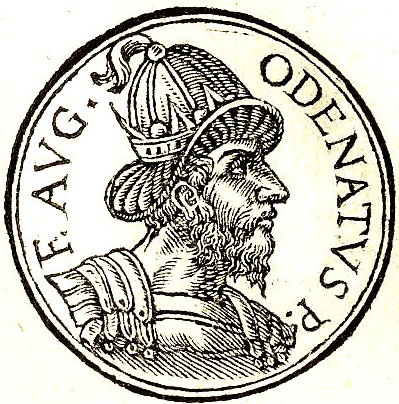
Odenato dal "Promptuarii Iconum Insigniorum "

Tornato a Palmira, pochi mesi dopo, in quello stesso anno o forse all'inizio del 268, Odenato fu assassinato, ad Emesa, assieme al figlio Hairan  (o Erode o Erodiano) e ad un suo fedele collaboratore, il governatore militare di Palmira, Settimio Vorode. Furono assassinati ad Emesa, mentre partecipavano ad un compleanno, da Maconio, cugino o nipote (a seconda delle fonti) di Odenato, su mandato della stessa Zenobia.
Poco dopo la morte del re dei re, sua moglie Zenobia fece giustiziare Maconio e prese il potere, in nome del figlio minorenne, Vaballato, col sogno e l'ambizione non solo di mantenersi autonoma da Roma, ma di creare un impero d'Oriente da affiancare all'impero di Roma.